# Batalla de Mohács
La batalla de Mohács (pronunciado en español: Mójach) fue un combate que supuso la derrota del ejército húngaro comandado por el joven rey Luis II de Hungría, a manos del ejército otomano, al mando del sultán Süleyman el Magnífico. Esta batalla tuvo lugar el 29 de agosto de 1526 en Mohács, 170 km al sur de la ciudad de Buda (actual Budapest).

## Antecedentes
Las tensiones entre Hungría y el Imperio otomano crecían. Pronto aparecieron las primeras incursiones otomanas por territorio húngaro. Solimán exigió el pago de tributos al reino de Hungría, y cuando éste se negó, avanzó hacia el norte con un ejército formado por unos 65 000 soldados, 45 000 de ellos regulares, tomando Belgrado (donde ejecutó a 500 prisioneros) y alcanzando la frontera húngara. El regente húngaro Juan Hunyadi, gran héroe en la lucha contra los turcos, había muerto hace casi 70 años; su hijo el rey Matías Corvino hacía 35, perdiéndose todo rastro del gran Ejército Negro de Hungría que representaba una de las fuerzas militares más poderosas de Europa para la época. La crisis económica del reino, así como la débil gestión de los siguientes reyes Vladislao II de Hungría y su hijo Luis II, fueron llevando al Estado al abismo, lo que realmente se agravó con el fortalecimiento del Imperio otomano.

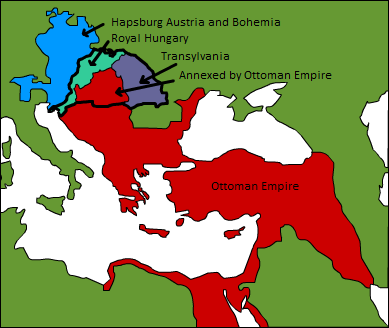
Territorio húngaro después de la batalla de Mohács, en 1526. Las fronteras del reino húngaro en negro, las otras áreas de los Habsburgo en azul y verde, Transilvania en violeta, el Imperio Otomano en rojo.

En respuesta a la negativa del pago de impuestos, Solimán movilizó sus fuerzas militares desde Constantinopla hacia Hungría para someter al reino y posteriormente continuar hacia el Sacro Imperio Romano Germánico para derrotar a los Habsburgo. Ante esto, Luis II reunió a un numeroso ejército, pero que no se equiparaba con el del Sultán, y en vez de esperar los últimos refuerzos de Croacia y Transilvania, avanzó hacia el sur desde Buda. El conde Juan de Zápolya, voivoda de Transilvania, se apresuró con sus tropas, pero por escasez de tiempo no logró reunirse con las del rey, quien avanzó acompañado de Ladislao Szalkai, el arzobispo de Esztergom y el muy influyente comandante militar Pablo Tomori, nombrado arzobispo de Kalocsa. Por otra parte, Jorge de Zápolya, hermano de Juan, sí consiguió unirse al ejército principal.
Luis II no gozaba del apoyo y simpatía de sus súbditos checos, a los que no les agradaba ser gobernados desde Buda, así que las fuerzas del rey no contaron con las de Bohemia. Las delicadas relaciones entre el papa Clemente VII y el emperador Carlos V también causaban cada vez más inconvenientes, sucediéndose la batalla de Pavía en febrero de 1525, donde el rey Francisco I de Francia fue derrotado por las fuerzas imperiales y españolas. Habiendo pedido asistencia a Solimán contra los Habsburgo, las tropas turcas se sintieron con más derecho de avanzar hacia Viena por territorios cristianos.

## La batalla
Los húngaros escogieron el terreno de batalla, una planicie abierta que terminaba en el Danubio con algunas zonas pantanosas. Los turcos avanzaron sin encontrar oposición, asediaron ciudades y cruzaron los ríos Sava y Drava mientras Luis II aguardaba en Buda.
La batalla apenas duró dos horas. Un ejército de rumelios lanzó el primer ataque otomano (13:00), que fue rechazado por los húngaros de Pablo Tomori, el arzobispo de Kalocsa. Una hora más tarde llegó en tromba todo el contingente turco, que atacó después de varias andanadas de los cañones y mosquetes otomanos. Los cristianos mandaron su caballería, pero ésta fue repelida por la artillería enemiga. Los europeos trataron de huir hacia unos pantanos, donde miles se ahogaron por el peso de sus armaduras, incluido el rey húngaro. Las fuerzas húngaras fueron prácticamente aniquiladas y el mismo rey murió en la batalla.
El papel que desarrolla el Gran Visir del Imperio Otomano, Pargalı İbrahim Paşa, es fundamental para el plan de ataque y éxito tanto estratégico como en batalla para eliminar al enemigo.

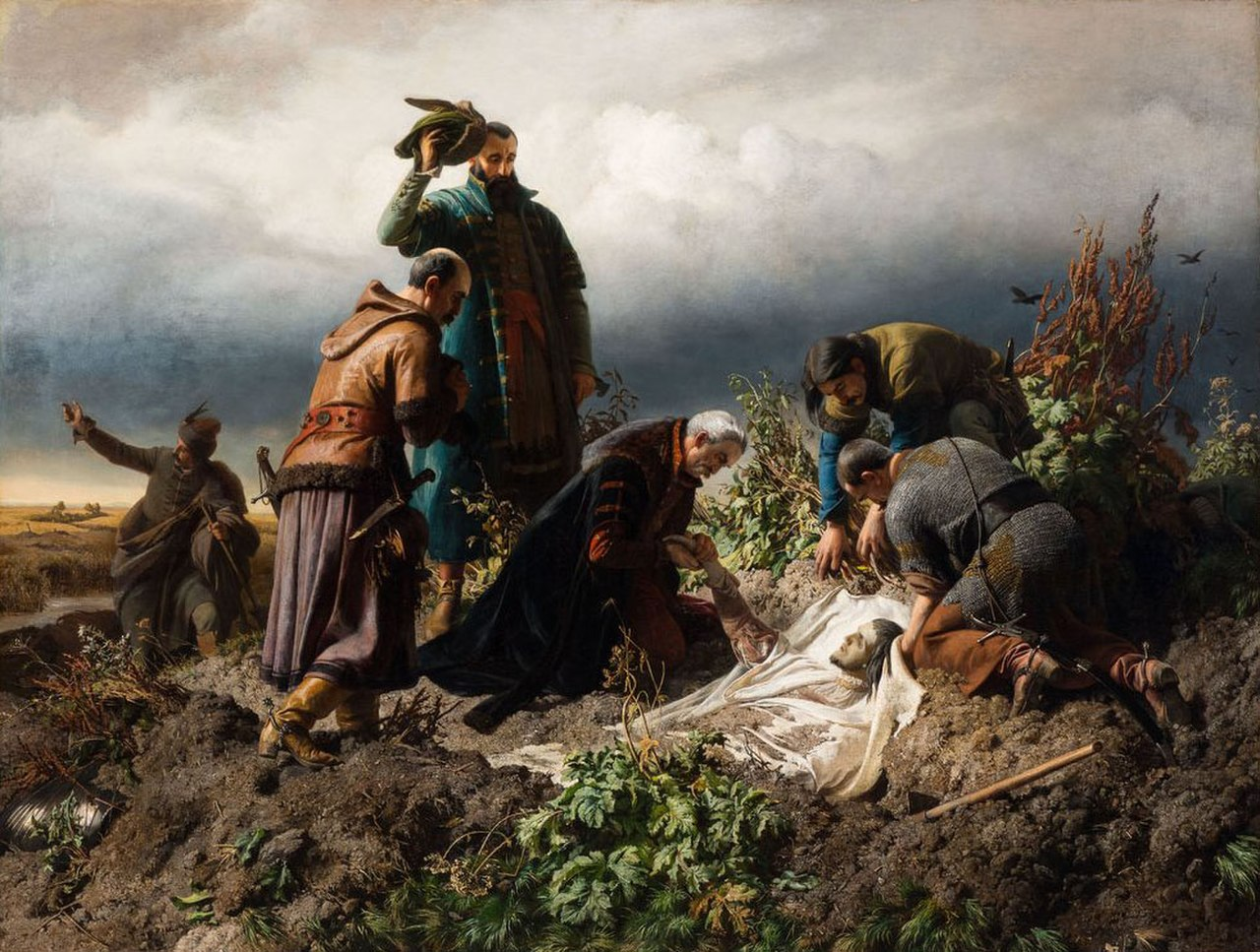
Muerte del rey Luis II de Hungría tras la batalla de Mohács (1526). Obra de Bertalan Székely.

Entre otras víctimas que cayeron en la batalla de Mohács se hallaban el arzobispo Pablo Tomori de Kalocsa, así como el conde Jorge de Zápolya y Ladislao Szalkai, el arzobispo de Esztergom. Igualmente, Francisco Balassi, Nicolás Tharczai, miembro de la cámara real, Juan Paksy de Pakos, Juan Istvánffy, miembro de la corte real, Emérico Wárday, Miguel Podmaniczki, Jorge Orlovcsics, capitán del castillo de Zeng, Esteban Aczél, capitán del castillo de Bratislava, el anciano Segismundo Pogány de Cséb, portador de la bandera real y exdirector de la cámara de sal de Máramaros, Juan de Tornalya, Juan y Esteban de Lánya, Juan Drágffy de Béltek, juez del reino, así como Nicolás Forgách. Igualmente murieron cerca de 500 nobles de alto rango, miles nobles de bajo rango y soldados.

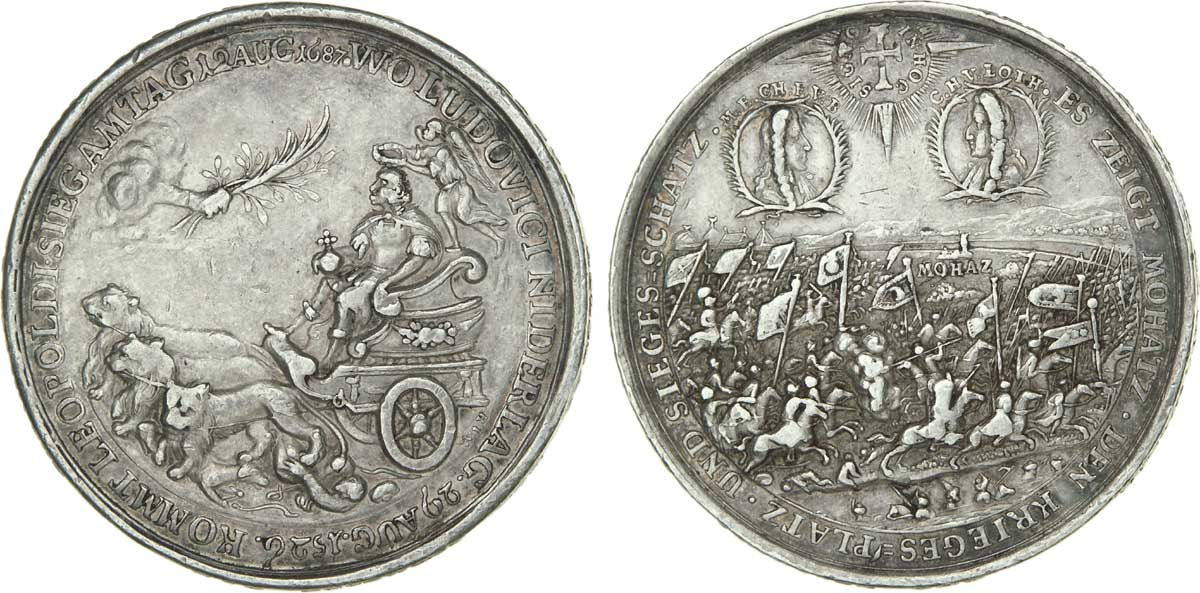
Medallas conmemorativas de la batalla de Mohács

La aristócrata Dorotea de Kanizsa y 400 de sus siervos se encargaron junto a los religiosos de la zona en dar sepultura a todos los caídos en la batalla, pasando a quedar inmortalizada en versos posteriores como el de Mihály Babits.

## Consecuencias

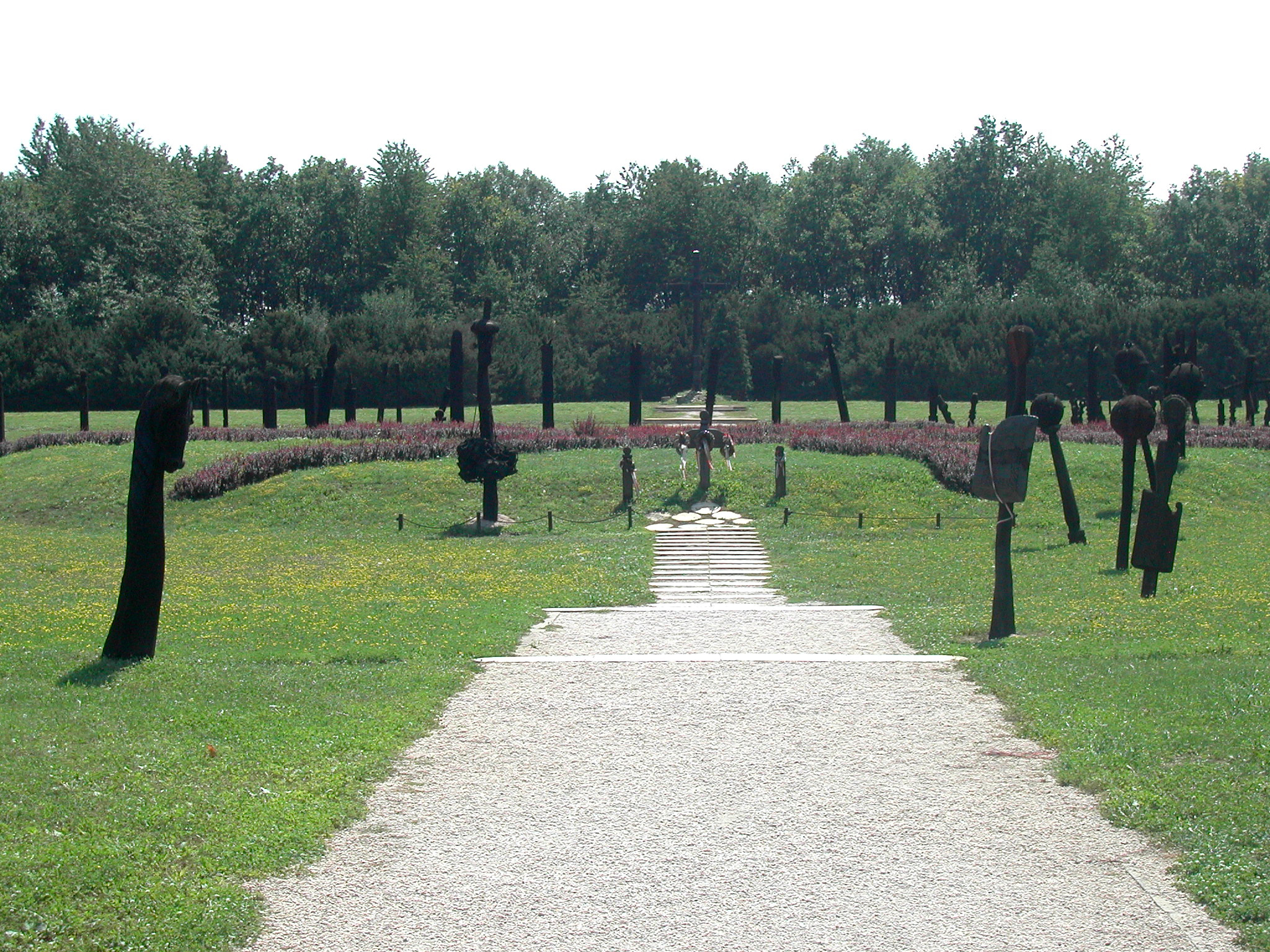
Monumento a la batalla en Mohács.

Las consecuencias para Hungría fueron nefastas. El rey Luis II murió sin dejar herederos, ante lo cual Fernando I de Habsburgo, hermano de Carlos V, reclamó el trono húngaro a través de sus derechos matrimoniales con Ana Jagellón de Hungría y Bohemia, hermana del fallecido monarca. Por otra parte, el conde Juan de Zápolya se había hecho coronar como rey Juan I de Hungría, por lo cual en pocos meses el reino, desolado por los turcos, contaba con dos reyes.
Después de doce años de guerra civil entre los dos reyes, gran parte del país fue absorbido por el Imperio turco; solo el tercio oriental, incluida Transilvania, mantuvo cierta autonomía, transformándose en el principado de Transilvania, gobernado por la nobleza alta húngara que debía cierto sometimiento al sultán turco. El hijo del rey Juan I, Juan Segismundo de Zápolya, fue el primer príncipe de Transilvania y pretendió el trono húngaro frente a los Habsburgo durante varias décadas como Juan II de Hungría, aunque jamás fue coronado.
La batalla de Mohács es comparada con las de Nicópolis y Crecy en el siglo XIV, al suceder en todas ellas que un ejército de caballeros con armaduras pesadas sucumbía frente a contingentes menores equipados con flechas y en Mohács con armas de fuego.